# 창원공
창원공 왕지(昌原公 王祉, 1197년 ~ 1262년 음력 12월 17일)은 고려의 왕족이자 희종과 성평왕후의 아들이다. 폐태자(廢太子), 창원후(昌原侯)라고도 한다.
희종이 최충헌에 의해 폐위된 후 인주로 유배되었다. 이후 원종 때 창원후로 봉작되고 공으로 진봉되었다.

## 생애

### 가계
1197년(명종 27년) 고려의 제21대 왕 희종(熙宗)과 부인 임씨(훗날의 성평왕후)의 장남으로 태어났다. 성은 왕(王), 이름은 지(祉), 본관은 개성이며, 신종(神宗)의 장손이다. 고종(高宗)의 왕비인 안혜태후 유씨(安惠太后 柳氏) 등과는 친남매간이다.

### 황자 시절
명종(明宗)이 무신들에 의해 폐위되면서 그 뒤를 이어 즉위한 것은 명종의 태자 오(祦, 훗날의 강종)가 아닌 동생 평양공(平凉公, 신종)이었다. 이어 1204년(신종 7년) 신종이 사망한 후 그 아들이 즉위하니, 그가 바로 희종이었다. 이에 따라 희종의 장남인 왕지는 8살이 되던 1204년(희종 즉위년) 음력 11월 6일 정식으로 왕태자에 책봉되었다. 이후 7년 뒤인 1211년(희종 7년) 음력 4월 10일 15세가 되면서 관례를 행하였다.
그러나 그 해 음력 12월 25일, 당시 최고의 권력자였던 최충헌(崔忠獻)이 왕지의 부왕인 희종을 폐위시키고 강화도로 유배를 보내버렸다. 희종이 내시 왕준명(王濬明) 등과 모의하여 최충헌을 죽여버리려 했던 것이 발각되었기 때문이다. 이후 희종은 자란도(紫鷰島)로 옮겨지는 등 갖은 수모를 당하다가 1237년(고종 24년) 57세를 일기로 법천정사(法天精舍)에서 죽었다. 한편 희종이 강화도로 유배될 때 왕태자였던 왕지도 인주(仁州, 지금의 인천광역시)로 유배되었다. 그리고 태자 왕지를 대신해 60세라는 고령으로 왕위에 오른 것은 왕지의 5촌 당숙이자 원래 명종의 태자로 책봉되었던 왕오였다. 그가 강종(康宗)이다.

### 사망
인주에 유배된 왕지는 이후 창원후(昌原侯)에 봉작되었다. 이후 창원공(昌原公)이 되었으며, 1262년(원종 3년) 음력 12월 17일, 66세를 일기로 사망했다. 사망지나 매장지에 대해서는 기록이 남아있지 않아 자세히 알 수 없다.

## 가족 관계
- 부왕 : 희종 (熙宗, 1181년 ~ 1237년, 재위 : 1204년 ~ 1211년) - 고려의 제21대 왕
- 모후 : 성평왕후 임씨 (成平王后 任氏, ? ~ 1247년)
  - 동생 : 시령후 위 (始寧侯 禕, 생몰년 미상)
  - 동생 : 경원공 조 (慶原公 祚, ? ~ 1279년)
  - 동생 : 대선사 경지 (大禪師 鏡智, 생몰년 미상)
  - 동생 : 충명국사 각응 (冲明國師 覺膺, 생몰년 미상)
  - 남매 : 안혜태후 유씨 (安惠太后 柳氏, ? ~ 1232년) - 고종의 왕비
    - 조카 : 원종 (元宗, 1219년 ~ 1274년, 재위 : 1259년 ~ 1274년) - 고려의 제24대 왕

  - 남매 : 영창공주 (永昌公主, 생몰년 미상)
  - 남매 : 덕창궁주 (德昌宮主, 생몰년 미상)
  - 남매 : 가순궁주 (嘉順宮主, 생몰년 미상)
    - 조카 : 경창궁주 유씨 (慶昌宮主 柳氏, 생몰년 미상) - 원종의 제2비

  - 남매 : 정희궁주 (貞禧宮主, 생몰년 미상)

## 창원공이 등장한 작품
- 《무인시대》(KBS, 2003년~2004년, 배우: 손인우